# 2005년 세계 박람회

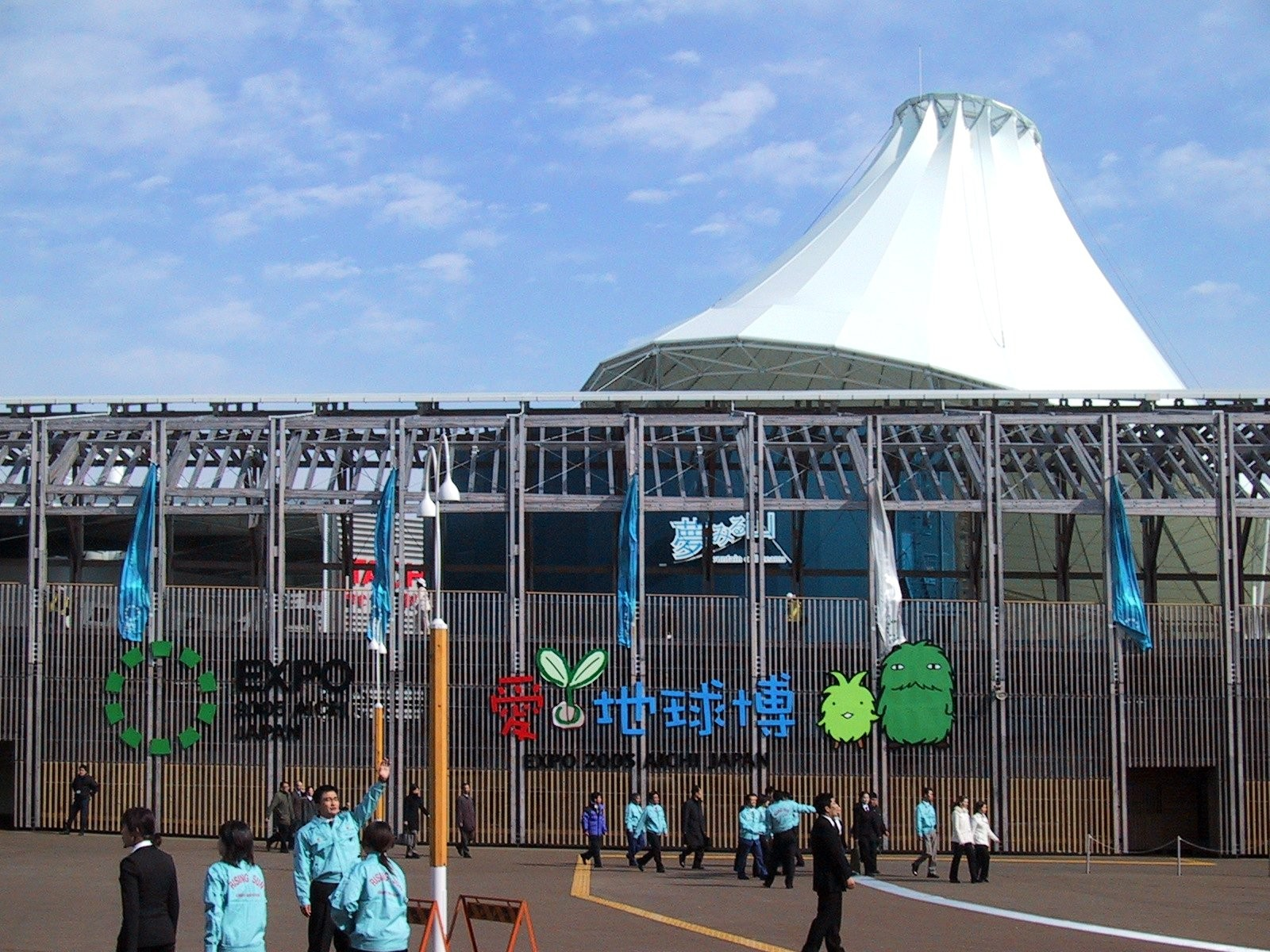
2005년 일본 국제 박람회 행사장

2005년 세계 박람회는 2005년 3월 25일부터 9월 25일까지 일본 아이치현(현청 소재지인 나고야시를 포함)에서 개최된 세계 박람회이다. 행사 당시 공식 명칭은 2005년 일본 국제 박람회 (2005年 日本國際博覽會, The 2005 World Exposition, Aichi, Japan)였으며, 줄여서 ‘아이치 만박(愛知万博, 아이치엑스포)’이라고 했다. 애칭은 ‘사랑·지구박(愛・地球博)’이다.

## 개요
- 개최기간: 2005년 3월 25일 ~ 9월 25일 (6개월, 185일간)
- 주최: 재단법인 2005년 일본 국제 박람회 협회
- 면적: 약 173ha
- 총 사업비: 약 1900억 엔(건설비 1350억 엔, 운영비 550억 엔)
- 입장객 수: 2,204만 9,544명(목표는 1,500만 명)

## 주제

### 자연의 예지(Nature's Wisdom)
사람과 자연이 어떻게 공존해 나가는가, 라는 주제를 통해 환경 엑스포를 목표로 했다.
부주제로는 다음 세가지를 내걸어 종합 박람회를 지향했다.
1. 우주, 생명과 정보 (Nature's Matrix)
2. 인생의 ”예술”과 지혜 (Art of Life)
3. 순환형 사회 (Development for Eco-Communities)

- 박람회 이벤트 컨셉 “지구대교류(地球大交流)”

## 같이 보기
- 주부 국제공항